# Clematis seemannii
Clematis seemannii är en ranunkelväxtart som beskrevs av O. Kuntze. Clematis seemannii ingår i släktet klematisar, och familjen ranunkelväxter. Inga underarter finns listade i Catalogue of Life.